# Limba aleută
Limba aleută (sau aleutină, Unangam Tunuu) este o limbă amerindiană din familia eschimo-aleută.  Este limba populației aleute (Unangax̂), care trăiesc în Insulele Aleutine, Insulele Pribilof și în Insulele Comandorului.